# プヤ・ライモンディ
プヤ・ライモンディ (Puya raimondii)は、パイナップル科の植物である。
アンデスの高山帯に生息するが、亜熱帯の気候でしか育たない。この植物は一回結実性で、開花するまでは鋭い棘のついた細長い葉を栗のイガのようにつけ、その「イガ」の直径は数メートルほどになる。
この植物の巨大な花序は世界的に見ても独特で、どの株も3,000の花と600万の種子をつける。その生物的な周期は約40年と長く、「100年に1度花を咲かせる」などといわれる所以である。100年前後この姿で過ごした後、全長10メートル程の巨大な花序を突き出し、開花する。一回結実性のため、開花した後は枯死する。
1958年にアメリカのカリフォルニア大学植物園に植えられた株は、標高0メートルに近い低地だったためか、28年後の1986年8月に花をつけている。
プヤ・ライモンディは、『1994年版ギネスブック』の「動物と植物」の章の「最大の花（最大の花序をつける）」「花が咲くまで最も時間のかかる植物」の項目で登録されている。
プヤ・ライモンディの名は、これを発見したイタリア人学者アントニオ・ライモンディに敬意を表したものである。